# 都市と農山漁村の共生・対流推進会議
都市と農山漁村の共生・対流推進会議（としとのうさんぎょそんのきょうせい・たいりゅうすいしんかいぎ）とは、平成15年6月23日に発足した、都市と農山漁村を双方向で行き交うライフスタイル（デュアルライフ）の普及・啓発活動を国民運動として推進するための組織。上記趣旨に賛同する企業、NPO、市町村、各種民間団体及び個人が会員となっている。
キャンペーンネームとして「オーライ！ニッポン」を使用しており、通称を「オーライ！ニッポン会議」としている。「オーライ！ニッポン」とは都市と農山漁村を人々が活発に「往来」し、双方の生活、文化を楽しむことで、日本がall right（健全）になることを表現している。
設立時の代表は養老孟司。

## 参加している表彰事業（括弧書きは主催団体）
- オーライ！ニッポン大賞（農林水産省、財団法人都市農山漁村交流活性化機構）
- 食アメニティ・コンテスト（農林水産省、財団法人農村開発企画委員会）
- 農村アメニティ・コンクール（農林水産省、財団法人農村開発企画委員会）
- 美の里づくりコンクール（農林水産省、財団法人農村開発企画委員会）
- むらの伝統文化顕彰（農林水産省、財団法人都市農山漁村交流活性化機構）